# Alexei Fjodorowitsch Trjoschnikow

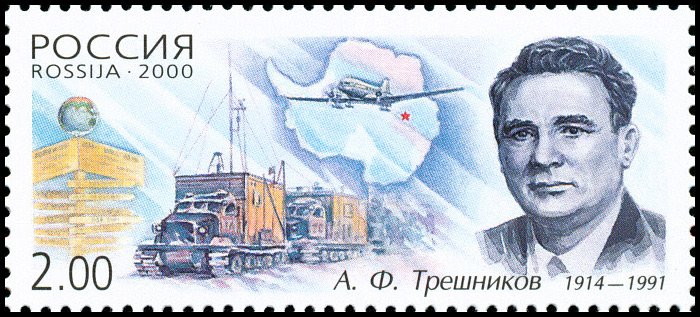
Alexei Fjodorowitsch Trjoschnikow

Alexei Fjodorowitsch Trjoschnikow (russisch Алексей Фёдорович Трёшников, wiss. Transliteration Aleksej Fëdorovič Trëšnikov; * 1. Apriljul. / 14. April 1914greg. in Pawlowka, Gouvernement Simbirsk; † 18. November 1991 in Sankt Petersburg) war ein sowjetischer Polarforscher, Geograph und Ozeanologe.

## Studium und erste Expeditionen
Alexei Trjoschnikow wurde am 14. April 1914 im Dorf Pawlowka (damaliges Gouvernement Simbirsk) geboren. Er immatrikulierte 1934 an der Fakultät für Geologie und Geographie in Leningrad. Nach seinem Abschluss im Jahr 1939 arbeitete er am Arktischen Institut der Glawsewmorput (später „Arktisches und Antarktisches Forschungsinstitut“) in Leningrad. Bereits 1938 hatte er seine erste arktische Expedition an Bord des Schiffes Iwan Papanin (Иван Папанин) in die Karasee unternommen. An Bord des Schiffes „Temp“ (Темп) nahm er im Sommer 1940 an einer weiteren Expedition teil, bei der die Laptew-Straße untersucht wurde. Die Expedition überwinterte auf den Neusibirische Inseln und kehrte erst im Oktober 1941 nach Krasnojarsk zurück, in das während des Großen Vaterländischen Krieges das Forschungsinstitut verlegt wurde.

## Zweiter Weltkrieg und Untersuchungen der Arktis
Zwischen 1942 und 1944 bestand Trjoschnikows Arbeit darin, die Schiffe der Nordflotte sowie Frachtschiffe mit hydrometeorologischen Daten über die Kara- und Laptewsee zu versorgen. Nach dem Zweiten Weltkrieg konnte sich Trjoschnikow wieder der Erforschung der Arktis widmen. Unter anderem wurde durch seine Arbeiten im Jahr 1948 der Lomonossow-Rücken entdeckt. Von 1949 bis 1950 war er Leiter einer Luftexpeditionsabteilung, welche die Arktis untersuchte. In den Jahren 1954 und 1955 leitete er die Eisdriftstation Nordpol-3 (Северный полюс-3) im Arktischen Ozean.

## Sowjetische Antarktisexpeditionen
Im Jahr 1956 startete die Zweite Sowjetische Antarktisexpedition, bei der Trjoschnikow Leiter war. Die Station Mirny diente dabei als Hauptbasis. Von ihr aus erkundete er mit Hilfe von Geländefahrzeugen und Flugzeugen die umliegenden Gebiete und drang so tief in die Antarktis vor. Außerdem wurden während dieser Expedition die Wostok-Station sowie die Hilfsstation Komsomolskaja errichtet. Die Expedition endete im Jahr 1958.
In den Jahren 1963 bis 1964 war Trjoschnikow an der Errichtung der Molodjoschnaja-Station in der Antarktis beteiligt.
Von 1967 bis 1969 leitete er die 13. Antarktisexpedition der Sowjetunion. Trjoschnikow umrundete dabei mit dem Schiff Ob (Обь) die Antarktis. Während dieser Expedition wurde die Bellingshausen-Station auf King George Island, einer der Südliche Shetlandinseln, errichtet.

## Weitere Reisen
Im Mai 1973 brach Trjoschnikow zu seiner mittlerweile vierten Antarktisreise auf. Während dieser leitete Trjoschnikow, der sich an Bord des Schiffes „Nawarin“ (Наварин) befand, unter anderem die Evakuierung der auf der Molodjoschnaja-Station eingeschlossenen Überwinterer.
1976 war er Leiter der Expedition „POLEKS-SEWER“ (Полярный эксперимент – Север, Polarexperiment – Nord) an Bord des Schiffes „Professor Wise“ (Профессор Визе). Trjoschnikow unternahm seine letzte Reise in die Arktis, als er im Jahr 1986 die Eisdriftstation Nordpol-28 (Северный полюс-28) besuchte.

## Forschung, Ämter und Lehre
Trjoschnikow war von 1960 bis 1981 Direktor des Arktischen und Antarktischen Forschungsinstituts. Er promovierte 1963 zum Doktor der Geographie. 1967 folgte die Habilitation. Trjoschnikow wirkte ebenfalls an zahlreichen Büchern mit, unter anderem war er von 1966 bis 1969 Chefredakteur bei der Abfassung des „Atlas der Antarktis“ (Атлас Антарктики) sowie des „Geographischen enzyklopädischen Wörterbuches“ (Географический энциклопедический словарь).
Von 1977 bis zu seinem Tod war er Präsident der Geographischen Gesellschaft der UdSSR, in der er seit 1964 bereits die Position des Vizepräsidenten innehatte. Im Jahr 1982 wurde er zum Mitglied der Russischen Akademie der Wissenschaften ernannt. Seit 1981 leitete Trjoschnikow die Abteilung für Ozeanologie an der Universität Sankt Petersburg.
Alexei Trjoschnikow starb am 18. November 1991 im Alter von 77 Jahren in Sankt Petersburg. Er wurde auf dem Friedhof in Komarowo begraben.

## Familie
1939 heiratete Alexei Trjoschnikow Tatjana Nikolajewna Makarewitsch (1917–1993), die er ein Jahr zuvor an der Universität kennengelernt hatte. Das Paar hatte die Töchter Xenja und Natalja.

## Auszeichnungen
Trjoschnikow erhielt während seines Lebens zahlreiche Auszeichnungen. Unter anderem vier Leninorden, den Titel Held der sozialistischen Arbeit sowie den Orden der Oktoberrevolution. Die Geographische Gesellschaft der UdSSR verlieh ihm 1965 die Lütke-Medaille.
Im Jahr 1978 wurde der vom tschechischen Astronomen Antonín Mrkos entdeckte Asteroid (3339) Treshnikov nach ihm benannt. Mrkos hatte Trjoschnikow im Jahr 1957 auf dem Polarplateau der Antarktis kennengelernt.